# Червонец Елизаветы Петровны
Червонец Елизаветы Петровны — золотой червонец Российской империи, чеканившийся во времена правления Елизаветы Петровны (1742—1744, 1746—1749, 1751—1753, 1757 годы). Червонец не имел фиксированного номинала, его масса и проба приравнивались к стандарту европейского дуката. На аверсе монеты изображён портрет императрицы в профиль, на реверсе — герб Российской империи.

## Описание
Диаметр червонца, выполненного из золота 986 пробы, составляет 21 мм, а его вес приравнен к дукату и равен 3,47 г.

### Аверс
На аверсе червонца изображён правый погрудный профиль императрицы Елизаветы Петровны; поверх платья расположена императорская мантия, подбитая горностаем, через правое плечо перекинута Андреевская лента. Её голова увенчана короной; волосы зачёсаны назад, два локона спущены на правое плечо, по одному — на левое плечо и на спину.
Сверху по кругу монеты размещена надпись «Б•М•ЕЛИСАВЕТЪ•I•IМПЕРАТРИЦА» («Божьей милостью Елизавета I императрица»); на червонцах образца 1744, 1748—1749, 1751—1753, 1757 годов в конце надписи добавлена ещё одна точка («•»).

### Реверс
На реверсе червонца изображён Герб Российской империи середины XVIII века — двуглавый орёл, увенчанный тремя императорскими коронами. В правой лапе он сжимает скипетр, в левой держит державу. На груди орла расположен овальный щит с изображением Георгия Победоносца на коне, поражающего копьём дракона. Вокруг щита — цепь Ордена Святого Андрея Первозванного.
Снизу по кругу монеты размещена надпись «IСАМОДЕРЖИЦА•ВСЕРОСИСКАЯ•», либо «IСАМОДЕР•ВСЕРОСИСКАЯ•», буквы при этом обращены основанием внутрь. Сверху, над головами орла указана дата чеканки: на монетах образца 1742—1744, 1746—1748 годов указывался лишь год с разряжением между третьим и четвёртым знаком (напр., «17 42» или «17 49»); на прочих присутствует также месяц чеканки (напр., «1749•АВГ.I» или «1753•θЕВР.5»).

### Гурт
Гурт практически всех разновидностей червонца Елизаветы Петровны гладкий. Лишь червонец 1757 года, отчеканенный на Санкт-Петербургском монетном дворе, имеет шнуровидный гурт.